# 愛知ドビー
愛知ドビー株式会社（あいちドビー、英: AICHI DOBBY.LTD.）は、愛知県名古屋市中川区宗円町に本社を置く鋳造メーカー。

## 概要
1936年（昭和11年）11月1日に創業した鋳造メーカー。
当初は、愛知県内で盛んだった繊維産業を支えるため、工業用織機の動力源であるドビー織機を製造する会社として設立された。これが社名の由来である。繊維産業の衰退でドビー機が売れなくなると、船舶や建設機械向け鋳造部品の製造や機械加工の下請け製造に転換した。
2001年（平成13年）、海外の下請工場に仕事を奪われ業績が悪化していた家業を立て直そうと、現社長の土方邦裕が入社。2006年（平成18年）には兄邦裕に誘われ、現副社長で弟の土方智晴も入社した。
2007年（平成19年）、智晴の提案により「バーミキュラ」開発に着手。構想から約3年の開発期間を経た2010年（平成22年）2月、鋳物ホーロー鍋 バーミキュラ（Vermicular）を発売して話題となる。バーミキュラは鋳鉄の特殊材料コンパクテッド・バーミキュラに由来する。
バーミキュラは、無水調理ができる世界初の鋳物ホーロー鍋で、鍋とふたの隙間は、0.01ミリ以下。この密閉性の高さが、水を使わない「無水調理」を可能にしている。
現在はバーミキュラと、その派生商品であるバーミキュラ ライスポットの製造・販売を手掛けるメーカーに変わった。
2013年（平成25年）12月に「がんばる中小企業・小規模事業者300社」に選定された。
2019年（令和元年）12月には創業地である名古屋市の中川運河沿いにバーミキュラブランドの体験型複合施設「バーミキュラ ビレッジ」をオープンした。

## 沿革
- 1936年（昭和11年）11月1日 - 土方鋳造所として創業[1]。
- 1947年（昭和22年）5月 - 有限会社愛知製作所を設立[1]。
- 1951年（昭和26年）7月 - 愛知製作株式会社に商号を変更[1]。
- 1965年（昭和40年）5月 - 愛知ドビー株式会社に商号を変更[1]。
- 2008年（平成20年） - ISO 9001認証を取得。
- 2019年（令和元年）12月3日 - 体験型複合施設「バーミキュラ ビレッジ」をオープン。

## 事業所
- 本社・本社工場（愛知県名古屋市中川区宗円町）
- 第2工場（愛知県名古屋市中川区二女子町）

## メディア
- 日経スペシャル ガイアの夜明け（テレビ東京。バーミキュラ開発過程を随時取材）
- 日経スペシャル 村上龍のカンブリア宮殿　世界を驚かせた日本製の鋳物ホーロー鍋バーミキュラ ～倒産寸前の町工場 大逆転の秘密～（2018年2月1日、テレビ東京）[2]
  - この回には第3代社長の土方邦裕と弟で副社長の智晴が出演した。
- 逆転人生（2019年9月16日、NHK）
  - この回には第3代社長の土方邦裕と弟で副社長の智晴が出演した。